# Бурмилла
Бурмилла (англ. Burmilla) — порода кошек, появившаяся в 1981 году в результате случайной вязки бурманской кошки лилового окраса и персидского кота окраса шиншилла. Название породы происходит от слов Бурма + Шиншилла. Другое название породы — бурманская серебристая.

Заводчики бурманских кошек из Дании и Великобритании решили сформировать на основе 4 котят, родившихся от этой случайной вязки, новую породу кошек, которые имели бы внешне бурманский тип, но обладали большим количеством вариантов окрасов.

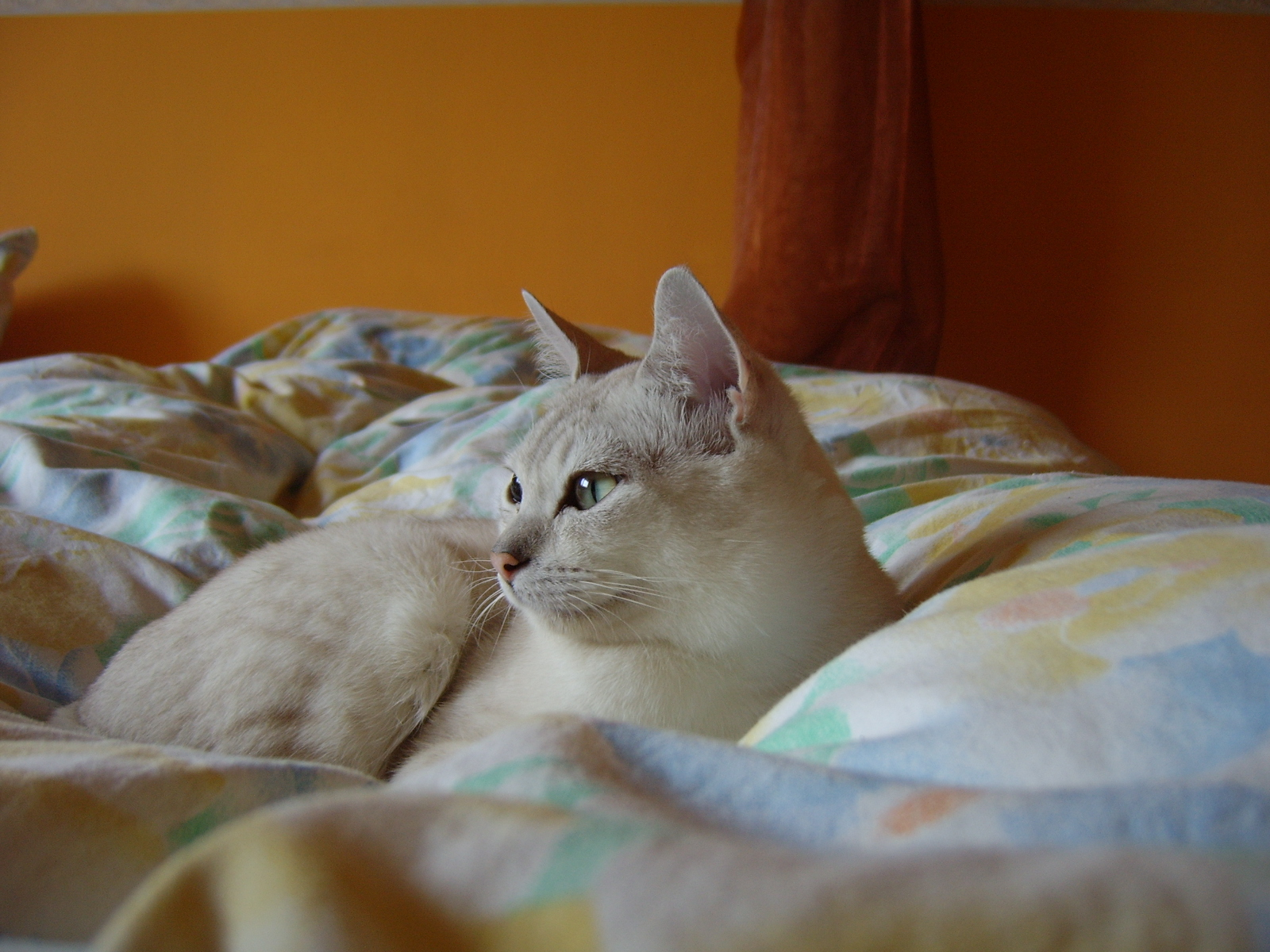

Бурмиллы не столь активны, как настоящие бурманские, и гораздо разговорчивее персидских шиншилл. Это один из лучших компаньонов и для одиноких людей любого возраста, и для семей. Кошки любят внимание и очень привязываются к людям.
Стандарт породы бурмилла впервые принят 21 января 1984 в фелинологической федерации GCCF. В том же году из числа фелинологов, состоящих в федерации GCCF, был основан Клуб Кошек Бурмилл, первым президентом которого стала Тереза Кларк.
В 1994 году порода признана в международной фелинологической федерации FIFe.
В 1996 году — в крупнейшей международной фелинологической федерации WCF.
В 2008 — в фелинологической федерации TICA.
В 2014 году последней из признавших эту породу на данный момент стала американская фелинологическая федерация CFA (в вариантах короткошерстной и длинношерстной).

## История
Бурмилла случайно родилась в питомнике Миранды фон Кирхберг в Соединённом Королевстве. Две кошки: персидский кот шиншилла по имени Джамари Санквист и лиловая бурманская кошка по имени Бамбино Лилак Фаберже, размещались в разных комнатах. Однажды ночью уборщица оставила дверь открытой. Две кошки спарились, и в 1981 году родилось четверо котят; так появилась новая порода. Необходимо отметить, что, говоря о кошке шиншилле, подразумевается не одна конкретная порода, а целых три породы кошек: британская, шотландская и персидская. Поэтому важно уточнение, что кот был персидской шиншиллой.
Один из руководящих органов в Австралии (Australian National Cats Inc., ANCATS) использует название Australian Tiffanie; однако международное признание и стандартизация не последовали. Она отличается от европейской Tiffanie и североамериканской Chantilly-Tiffany. Tiffanie из Великобритании также происходит от скрещивания шиншилловых персидских и бирманских кошек, похожих на бурмиллу, и является полудлинношерстной разновидностью в азиатской группе. Однако австралийские Tiffanie по сути являются длинношерстными бурмиллами, так как они бывают только с серебристым или золотистым кончиком или затушеванными.
Порода была отдельно выведена в конце 1990-х годов в Австралии из европейских кошек Tiffanie путем скрещивания их с шиншилловыми персидскими. Поэтому многие австралийские Tiffanie содержат более трех четвертей шиншилловых персидских кошек и сохраняют внешний вид и темперамент старомодных шиншилловых персидских кошек.
Подводя итог, можно сказать, что австралийская Тиффани и Тиффани из Великобритании обе были выведены путем скрещивания персидских шиншилл и бирманских кошек, но австралийская версия содержит больше персидских шиншилл. Следовательно, в австралийской Тиффани разрешены только серебристые и золотистые типпированные и затушеванные.

## Внешний вид
Голова среднего размера, округлой формы. Мордочка короткая и широкая, с заметными щёчками. Коты гораздо «щекастее» и плотнее кошек. Уши широко расставлены, наклонены вперед. Глаза большие, расположены далеко друг от друга, вокруг глаз чёрная обводка. Разрез глаз ориентальный, в форме полумесяца. Стандарт породы определяет допустимые цвета глаз: зелёные оттенки, янтарный цвет или черепаховый.
Шерсть бурмиллы может быть либо затушёванной, либо типпированной — всё зависит от пигментации отдельных волосков, которая и придает шерсти отдельное поблёскивание. Эту особенность бурмиллы унаследовали от персидских шиншилл. Из-за бурманских предков и короткой шерсти породу относят к азиатским. Кошки бывают обычными или серебристыми. Уход за шерстью несложный, хотя у некоторых экземпляров шерсть более плюшевая, чем у других.
Основные окрасы бурмиллы — затушёванные (коричневые и лиловые), дымчатые (шоколадные и чёрные), тигровые (крапчато-голубые и крапчато-чёрные), сплошной окрас (в основном кремовые и чёрные окрасы).

## Характер
Кошки по характеру дружелюбные, нежные, ласковые и любопытные. Бурмиллы привязываются к конкретным людям, а не к месту, настойчиво и постоянно ищут общества хозяина. При этом почти не проявляют назойливости, но стараются всегда быть рядом. Бурмиллы плохо переносят одиночество, это кошки не для тех, кто большую часть времени отсутствует дома или не может брать питомца с собой.
Также кошки этой породы с трудом переносят смену хозяев или дома.

## Стандарт породы
Стандарт породы Бурмилла (короткошёрстная) по версии федерации WCF.
Тело: Тело среднего размера и длины, гармоничных пропорций. Грудь средней ширины и округлая, если смотреть в профиль. Спина прямая от плеч до крестца. Ноги стройные, ровные, с выраженными углами суставов. Лапы изящные и овальные. Задние ноги немного длиннее передних. Хвост прямой., средней длины. Сужается от среднего широкого основания до слегка закругленного кончика.
Голова: Верх головы слегка округлый, уши поставлены на средней ширине. Морда широкая по линии скул и сужается коротким тупым клином к подбородку. Контуры слегка закруглены, мягкий переход от лба к носу, горбинка нежелательна. Подбородок выражен, сильный, может казаться тяжеловатым. Кончик носа и подбородок находятся на одной линии.
Уши: Уши среднего и большого размера, они широко расставлены и слегка наклонены вперед. Они широкие у основания со слегка закруглёнными кончиками. Наружная линия ушей продолжает верхнюю часть морды.
Глаза: Глаза большие и широко расставлены. Слегка округлённая верхняя линия глаза указывает на нос под тупым углом, нижняя линия глаза более округлая. Цвет яркий и выразительный, окантовка глаз в цвет радужки. Допускается любой оттенок зелёного, предпочтительнее чистый зелёный. Янтарный цвет глаз разрешен в красном, кремовом и черепаховом цветах.
Шерстный покров: Шерсть короткая и плотная, с шелковистой текстурой. Волос гладко лежит на теле и имеет достаточный подшёрсток, чтобы слегка приподнять шерсть.
Окрасы: Типпинг или затушёванность обязательны на любых окрасах. Рисунок табби должен быть растушеван или замыт. Описание цветов приведено в общем списке цветов.
Замечания: У некоторых кошек может присутствовать два бирманских гена (cb cb). Желтоватый цвет глаз допускается у котят и молодых кошек в возрасте до 2 лет.
Недостатки: Неправильный цвет глаз у взрослых кошек старше 2 лет. Избыточно тяжелый (Кобби) или слишком сухой тип. Удлинённая морда. Лохматая, неровно лежащая шерсть.
Шкала баллов:
Тело — 25 очков.
Голова — 20 баллов.
Уши — 10 баллов.
Глаза — 20 баллов.
Текстура шерсти — 10 баллов.
Цвет шерсти, равномерность тиккинга — 10 баллов.
Состояние — 5 баллов.